# Het verboden rijk

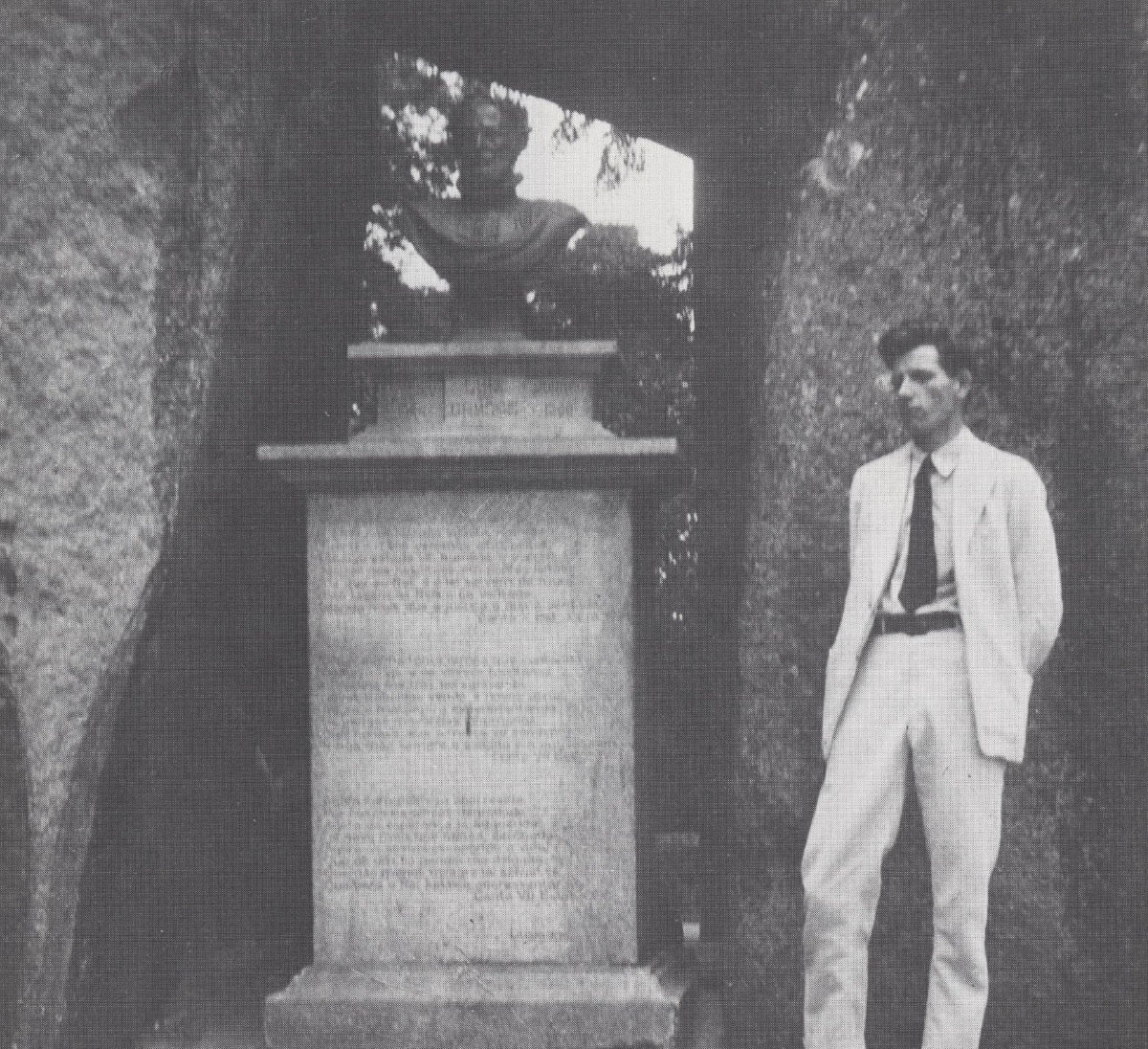
Slauerhoff bij de buste van Camões in Macao (China).

Het verboden rijk is een roman van J. Slauerhoff (1898-1936). Het verscheen voor het eerst in druk in 1931 als feuilleton. Het vertelt het verhaal van de 16e-eeuwse Portugese dichter Luís de Camões en dat van een 20e-eeuwse Ier, die marconist is aan boord van een schip.
In 1933 publiceerde Slauerhoff een vervolg, Het leven op aarde; een derde deel bleef onvoltooid.

## Publicatiegeschiedenis

### Drukgeschiedenis

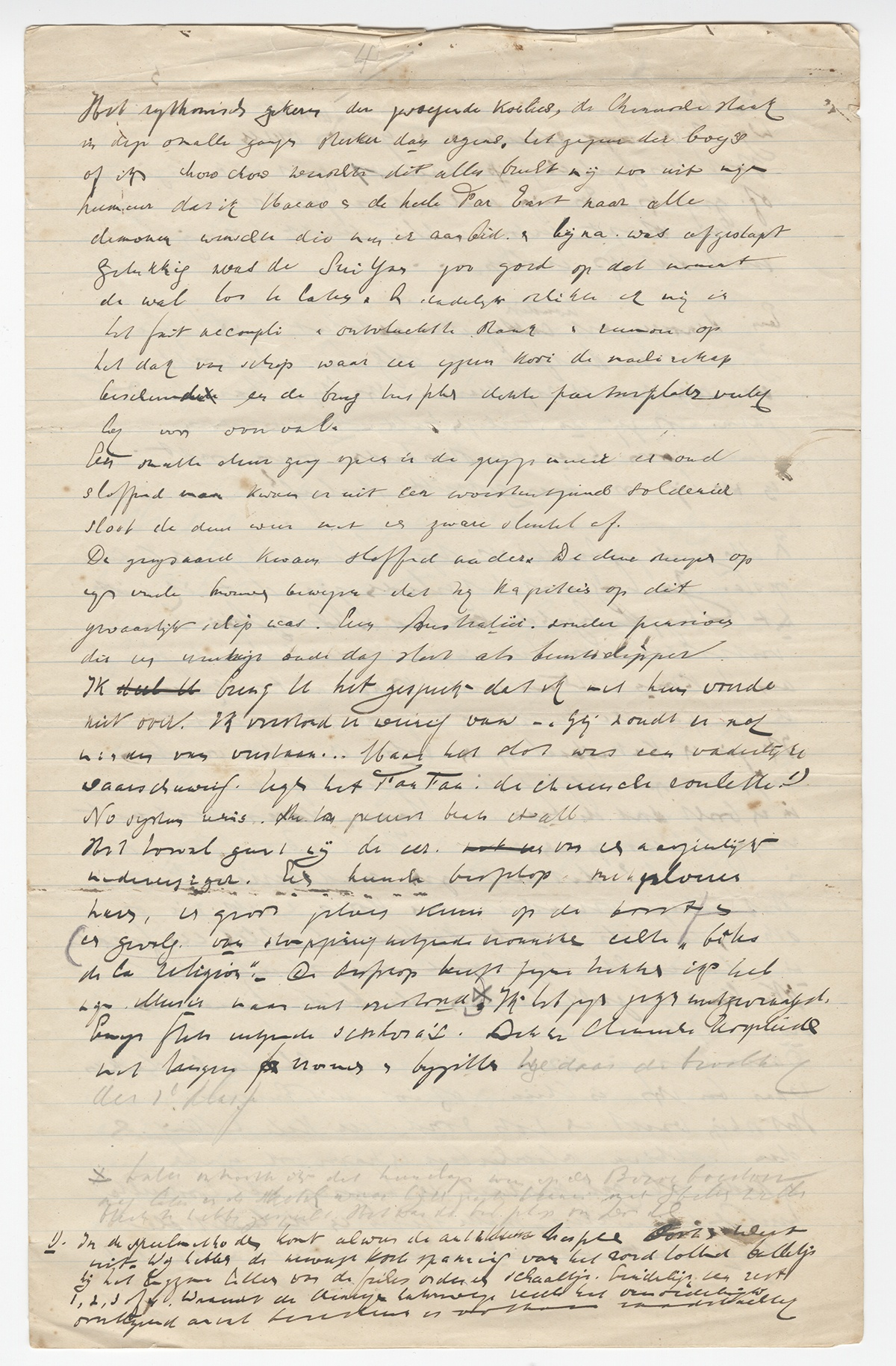
Manuscript

De roman is als feuilleton gedurende de tweede helft van 1931 gepubliceerd in het literair tijdschrift Forum; in 1932 verscheen bij uitgeverij Nijgh en Van Ditmar de eerste druk. Tussen tijdschriftpublicatie en eerste druk is er nog omvangrijk in de tekst gesneden; zie tekstverzorger K. Lekkerkerkers verantwoording bij de gerestaureerde uitgave van 1982. Het verboden rijk is tijdens het leven van Slauerhoff niet meer herdrukt. Het boek wordt niet meer los uitgegeven.

### Drukken en jaar van verschijnen
1. 1932
2. 1951
3. 1960
4. 1964
5. 1969
6. 1973
7. 1976
8. 1977
9. 1978
10. 1982 (gerestaureerde versie van K. Lekkerkerker; alle volgende drukken zijn hierop gebaseerd)
11. 1982
12. 1984
13. 1987
14. 1987 (Salamander-pocket #669)
15. 1990 (derde geheel herziene editie in Verzameld proza)
16. 1993 (Salamander Klassiek-pocket #669)
17. 2004 (in editie Alle romans)

## Inhoud

### Belangrijkste personages (in volgorde van opkomst)
- Farria Gouverneur van Lian Po, vervolgens stichter van Macau
- Camoës Portugees dichter en soldaat
- Diana Geliefde van Camoës
- Campos Gouverneur van Macau
- Ronquilho Commandant van het Macaënse garnizoen
- Pilar Dochter van Campos en een reeds gestorven Chinese
- Een naamloze Ierse marconist

### Samenvatting
Het verboden rijk kent, naast de proloog, drie verhaallijnen, die ogenschijnlijk ongerelateerd zijn, maar uiteindelijk bijeenkomen.

De roman opent met een quasi-objectieve, historische proloog. Deze is gezet in de zestiende eeuw en beschrijft de verwoesting van Lian Po, de eerste Portugese nederzetting in China, en de daaropvolgende stichting van Macau. Door de 'kroniekschrijver' worden emoties weergegeven en conclusies getrokken die buiten de grenzen van de geschiedschrijving gaan.
De daaropvolgende hoofdstukken beschrijven de lotgevallen van Camoës, de Portugese zestiende-eeuwse dichter, aan het hof. Hij is verliefd op Diana, de jonkvrouw die voorbestemd was om de vrouw van de kroonprins te worden. Hierom wordt hij verbannen naar het Verre Oosten. Diana wijst de liefde van de kroonprins af en treedt in het klooster. Camoës scheept in als soldaat naar Goa.
Hierna verschuift het blikveld naar Macau, de nieuw gestichte Portugese kolonie nabij Kanton. Gouverneur Campos, wiens dochter Pilar is voortgekomen uit een verbintenis met een ondertussen gestorven Chinese vrouw, wil deze dochter uithuwelijken aan zijn garnizoenscommandant Ronquilho. Pilar herinnert de verbitterde Campos te veel aan het in zijn ogen onmogelijk gebleken samengaan tussen Oost en West en het stoort hem dat zij zich laat leiden door religieuze gevoelens. Hij hoopt dat haar huwelijk met Ronquilho haar tot gehoorzaamheid zal brengen. Zij ziet niets in Ronquilho, vlucht eerst naar een Dominicaans klooster en daarna naar het eilandje Ilha Verde voor de kust van Macau, waar haar vader en moeder vroeger een buitenhuis hadden in de tijd dat ze gelukkig waren.
Terug naar Camoës: halverwege de reis blijkt uit meegestuurde geheime orders dat hij de verdere reis als gevangene moet doorbrengen en dat het reisdoel niet Goa, maar Macau is. Hij wordt opgesloten in het vooronder, maar losgelaten om te helpen lozen wanneer het schip voor de kust van China in een storm terechtkomt. Het schip vergaat, maar Camoës weet naar de kust te zwemmen, het manuscript van zijn levenswerk, de Lusiaden, in één hand boven de golven houdend. Hij spoelt aan op een onbekend eiland, waar hij halfijlend in een schim in een vervallen buitenhuis Diana denkt te herkennen voordat hij het bewustzijn verliest.
De Diana-achtige schim is Pilar en de Camoës- en Macau-verhaallijnen blijken gelijktijdig; vanaf hier zijn ze ook gelijkruimtig. Pilar verzorgt Camoës tot hij weer een beetje bij zinnen is en hij werkt een tijdje aan zijn gedicht. Daarna neemt hij een bootje en steekt over naar Macau. Pilar bezweert hem niet haar verblijfplaats te verraden.
In Macau wordt Camoës door Campos en Ronquilho met argwaan ontvangen. Ze ondervragen hem, maar hij geeft geen krimp. Uiteindelijk moeten ze hem laten gaan. In de verzen van de Lusiaden die hij op Ilha Verde heeft geschreven, lezen ze over de verblijfplaats van Pilar en ze wordt terug naar Macau gevoerd om alsnog aan Ronquilho uitgehuwelijkt te worden. Camoës wordt als soldaat met een gezantschap richting Peking gestuurd in de verwachting dat hij niet levend terug zal komen.
Abrupt breekt het verhaal hier, dat tot dan toe afwisselend in de derde persoon en in de eerste persoon van Camoës werd verteld en in de zestiende eeuw speelde, over naar de (hedendaagse) twintigste eeuw: "In het najaar van 19… leefde ik halfziek en geheel berooid in een kamer op de bovenste verdieping van een dorpshotel." De hier geïntroduceerde persoon is een naamloze Ier wiens familie in Ierland uitgestoten was vanwege hun vermeende Spaanse afkomst en die naar zee gaat om als marconist doelloos op zee rond te zwerven. Hij leidt een leeg en uitzichtloos leven en verlangt ernaar dat een andere geest zijn leven overneemt. Tussen de berichten die de marconist doorkrijgt op zijn radio lijkt hij flarden van een andere tijd, een ander leven op te vangen.
Ondertussen is het gezantschap van Camoës, dat op hun weg iedere dag een gedenksteen laat oprichten, in de binnenlanden van China gestrand. De dragers en helpers zijn gevlucht, de Portugezen verspreid. Camoës loopt doelloos door de woestenij, langs de mijlpalen. "Hij verhaastte zijn tred, zag niet meer om, maar had het gevoel dat spoedig iemand zijn plaats daar bij den steen zou komen innemen, dat hijzelf teloor zou gaan in de woestijn".
Het schip van de marconist wordt voor de Chinese kust door kapers overmeesterd, de bemanning wordt geblinddoekt en geboeid in het binnenland achtergelaten. De marconist weet zich te bevrijden van boeien en blinddoek en dwaalt alleen door de woestenij, volgt mijlpalen die in een vreemde taal zijn gesteld, maar herkenbaar lijken. Als hij, uitgeput, een Chinees graf langs de weg ziet, denkt hij een plek te hebben gevonden om rustig dit leven te verlaten, en legt zich erin neer. Uiteindelijk wordt hij echter weer wakker, ziet een van de mijlpalen en gaat weer lopen. "Ik deed vastberaden eenige stappen, maar de woestijn deinde als een oceaan, ik meende een stuk wrakhout te zien drijven, of was het een schipbreukeling, of was ik het zelf; neen, hier stond ik, maar ik zag mijzelf in de verte loopen, op mij toekomen, ik wilde voor mijzelf vluchten, het ging niet: de twee waarvan ik niet meer wist wie ikzelf was, zouden samenvallen. Toen begon de wind aanzwellend te ruischen, de lucht slaakte een langen kreet van alle kanten, ik viel en vlak bij viel ook het spook".
We laten de ik-persoon in opperste verwarring achter (licht, lucht, landschap, alles blijkt anders) en schakelen over naar een commentator die opnieuw een semi-objectief stukje geschiedschrijving van Macau geeft, nu vanaf de zestiende eeuw tot aan de huidige tijd. De Portugese stad blijkt in alles voorbijgestreefd te zijn door nieuwkomer Hongkong; alleen de casino's blijven als bron van inkomsten over.
Na dit geschiedkundig intermezzo vinden we (in de huidige tijd) op de kade van Hongkong een personage dat probeert mee te komen op een veerboot naar Macau. De havenmeester vindt hem maar vreemd, zeker als blijkt dat hij alleen Portugees verstaat en alleen Engels spreekt. De man tovert een paar vreemde, oude munten tevoorschijn die allang niet meer courant zijn, maar wel van goud blijken. De havenmeester laat hem meevaren. Eenmaal in Macau aangekomen, dwaalt de man (in wie wij de samensmelting van de marconist en Camoës herkennen) doelloos door de stad totdat hij stuit op de ruïneuze façade van de kathedraal. Overdonderd door de aanblik begint hem alles te tollen en staat hij ineens midden in het beleg van Macau door de Chinezen, waarbij de kerk in puin wordt geschoten en de militairen tot hun stomme verbazing de dood gewaande Camoës op de barricades zien. Hij wordt geraakt aan het hoofd, verliest het bewustzijn — en de twee personages zijn weer gescheiden.
Camoës wordt weggedragen en na de aanval voorgeleid aan Campos, maar weet niets coherents te vertellen. Uiteindelijk laten ze de halfwezenloze man maar gaan. Hij gaat in een grot in de heuvel wonen en schrijft verder aan zijn Lusiaden, zonder oog voor de rest van de wereld te hebben; ook op Pilar, die hem komt bezoeken, reageert hij niet meer.

De marconist vindt zichzelf terug in zijn eigen tijd tussen de puinhopen van de kerk. Hij beseft maar half wat er allemaal gebeurd is, denkt in de (toevallig voorbijkomende) dochter van de gouverneur Pilar te herkennen, jaagt vruchteloos achter haar aan en besluit uiteindelijk richting Tai Hai (=Shanghai) te gaan om vandaaruit de binnenlanden in te trekken.

## Vervolg:Het leven op aardeen de onvoltooide trilogie
In 1934 verscheen een vervolg op Het verboden rijk, Het leven op aarde geheten. In dit boek trekt de marconist, die nu Cameron blijkt te heten, vanuit de Chinese havenstad Tai Hai het binnenland in om het mystieke Land van het Westen te bereiken, dat voorbij de Himalaya zou liggen. Deze 'tocht naar het hoogland' is zowel fysiek als mentaal.
Slauerhoff had Het verboden rijk en Het leven op aarde als de eerste twee delen van een trilogie gedacht. Hij heeft wel gewerkt aan het derde deel, dat qua compositie op Het verboden rijk zou lijken en waarin Camoës ook terug zou keren, maar nooit afgemaakt. Wel heeft hij een brokstuk ervan losgemaakt, afgerond, en zelfstandig gepubliceerd als Laatste verschijning van Camoës (1935; opgenomen in de verhalenbundel Verwonderd saam te zijn, 1987). K. Lekkerkerker en W. Blok hebben de voorbereidende documenten voor de trilogie en fragmenten van het derde deel in wording verzameld in Het China van Slauerhoff (1985).